# Campanula lehmanniana
Campanula lehmanniana là loài thực vật có hoa trong họ Hoa chuông. Loài này được Bunge mô tả khoa học đầu tiên năm 1852.